# Васин, Виктор Васильевич
Виктор Васильевич Васин (16 июня 1935, с. Покровское Михайловского района Рязанской области — 10 февраля 2016) — советский и российский горняк, организатор производства, генеральный директор двух крупнейших горно-обогатительных комбинатов «Северстали» — Оленегорского ГОК-а (1985—2006) и АО «Карельский окатыш» (2006—2007). Лауреат премии Правительства Российской Федерации в области науки и техники (1997).

## Биография
Виктор Васильевич Васин родился 15 июня 1935 года в селе Покровское Михайловского района Рязанской области. С 1958 года работает на горных предприятиях металлургической промышленности.
После окончания в 1958 году Московского горного института (сейчас — Горный институт НИТУ «МИСиС») начал свою трудовую деятельность горным мастером на Михайловском железорудном комбинате, а в 1971-м был назначен главным инженером этого предприятия. В 1974 году, при объединении Михайловского железорудного и Михайловского горно-обогатительного комбинатов в одно предприятие, был назначен начальником рудоуправления МГОКа.
В 1975 году В. В. Васина переводят в горнорудное объединение «Центроруда» (г. Белгород) на должность заместителя главного инженера — начальника технического отдела, а в 1981 году Министерство черной металлургии СССР назначает его главным инженером — заместителем генерального директора этого объединения.
С ноября 1985 в Мурманской области, директор Оленегорского ГОК; после акционирования предприятия в январе 1993 — генеральный директор ОАО «Олкон». За годы его директорства были проведены реорганизация комбината в акционерное общество, введение в работу трех карьеров, организация производства щебня из вскрыши, пуск цеха ферритовых стронциевых порошков. В 2005 г. на Оленегорском карьере введен в действие подземный рудник, обеспечив тем самым дальнейшую перспективу развития промышленного производства.
С апреля 2006 генеральный директор АО «Карельский окатыш» (Костомукша). В сентябре 2007 года назначен советником генерального директора ЗАО «Северсталь-ресурс» по горнорудному направлению.

## Признание
Постановлением Правительства Российской Федерации от 6 апреля 1998 года В. В. Васину была присуждена премия Правительства Российской Федерации за 1997 год в области науки и техники за разработку и внедрение новых технологий ведения взрывных работ.
За трудовые заслуги награжден орденом «Знак почета» (1966 г.), орденом Трудового Красного Знамени (1971 г.). В 1995 году Указом Президента Российской Федерации В. В. Васин награжден Орденом Почета.
За большой личный вклад в развитие горнопромышленной отрасли В. В. Васин награжден знаком «Шахтерская слава» всех трех степеней, юбилейной медалью «За доблестный труд. В ознаменование 100-летия со дня рождения В. И. Ленина» (1970 г.), бронзовой медалью ВДНХ «За достигнутые успехи в развитии народного хозяйства» (1975 г.), медалью «Ветеран труда» (1985 г.).
В 1994 году ему было присвоено звание академика Академии горных наук, в 1997 году — звание «Почетный горняк». По решению горной коллегии высшего горного совета Некоммерческого партнерства «Горнопромышленники России» в 2001 году В. В. Васин был удостоен золотого знака «Горняк России».
Почетный гражданин города Оленегорска (2004 г.).